# NGC 236
NGC 236 (ook wel PGC 2596, UGC 462, MCG 0-3-1, ZWG 383.80 of IRAS00409+0241) is een spiraalvormig sterrenstelsel in het sterrenbeeld Vissen. NGC 236 staat op ongeveer 232 miljoen lichtjaar van de Aarde.
NGC 236 werd op 3 augustus 1864 ontdekt door de Duitse astronoom Albert Marth.